# ديون كيلي-إيفانز
ديون كيلي-إيفانز (بالإنجليزية: Dion Kelly-Evans)‏ هو لاعب كرة قدم بريطاني في مركزي الوسط والدفاع، ولد في 21 سبتمبر 1996 في كوفنتري في المملكة المتحدة. لعب مع كوفنتري سيتي.

## وصلات خارجية
- ديون كيلي-إيفانز على موقع قاعدة بيانات كرة القدم.إي يو (الإنجليزية)
- ديون كيلي-إيفانز على موقع Soccerbase.com (لاعب) (الإنجليزية)
- ديون كيلي-إيفانز على موقع Soccerway.com (الإنجليزية)